# كفر غرين
قرية كفر غرين هي إحدى القرى التابعة لمركز كوم حمادة في محافظة البحيرة في جمهورية مصر العربية. حسب إحصاءات سنة 2006، بلغ إجمالي السكان في كفر غرين 3593 نسمة، منهم 1741 رجل و1852 امرأة.